# Anisostena cyanea
Anisostena cyanea är en skalbaggsart som beskrevs av Staines 1994. Anisostena cyanea ingår i släktet Anisostena och familjen bladbaggar. Inga underarter finns listade i Catalogue of Life.